# Weltmeisterschaften im Modernen Fünfkampf 2009
2009 fanden die Weltmeisterschaften im Modernen Fünfkampf bei den Herren und bei den Damen vom 11. bis 14. August in London im Vereinigten Königreich statt.

## Herren

### Einzel
| Platz | Land       | Sportler             |
| ----- | ---------- | -------------------- |
| 1     | Ungarn     | Ádám Marosi          |
| 2     | Tschechien | David Svoboda        |
| 3     | Ukraine    | Dmytro Kirpuljanskyj |

### Mannschaft
| Platz | Land       | Sportler                                                    |
| ----- | ---------- | ----------------------------------------------------------- |
| 1     | Ungarn     | Ádám Marosi Róbert Németh Péter Tibolya                     |
| 2     | Tschechien | David Svoboda Michal Michalík Ondřej Polívka                |
| 3     | Litauen    | Justinas Kinderis Edvinas Krungolcas Andrejus Zadneprovskis |

### Staffel
| Platz | Land       | Sportler                      |
| ----- | ---------- | ----------------------------- |
| 1     | Tschechien | David Svoboda Ondřej Polívka  |
| 2     | Russland   | Semen Burzew Sergei Karjakin  |
| 3     | Ägypten    | Amro El-Geziry Omar El-Geziry |

## Damen

### Einzel
| Platz | Land                | Sportlerin         |
| ----- | ------------------- | ------------------ |
| 1     | Volksrepublik China | Chen Qian          |
| 2     | Litauen             | Laura Asadauskaitė |
| 3     | Deutschland         | Lena Schöneborn    |

### Mannschaft
| Platz | Land                   | Sportlerinnen                                |
| ----- | ---------------------- | -------------------------------------------- |
| 1     | Deutschland            | Claudia Knack Lena Schöneborn Eva Trautmann  |
| 2     | Vereinigtes Königreich | Heather Fell Mhairi Spence Freyja Prentice   |
| 3     | Ungarn                 | Sarolta Kovács Krisztina Cseh Leila Gyenesei |

### Staffel
| Platz | Land        | Sportlerinnen                       |
| ----- | ----------- | ----------------------------------- |
| 1     | Tschechien  | Lucie Grolichová Natalie Dianová    |
| 2     | Deutschland | Lena Schöneborn Eva Trautmann       |
| 3     | Polen       | Sylwia Czwojdzińska Paulina Boenisz |

## Medaillenspiegel
| Platz | Land                   | Goldmedaille | Silbermedaille | Bronzemedaille |
| 1     | Tschechien             | 2            | 2              | –              |
| 2     | Ungarn                 | 2            | –              | 1              |
| 3     | Deutschland            | 1            | 1              | 1              |
| 4     | Volksrepublik China    | 1            | –              | –              |
| 5     | Litauen                | –            | 1              | 1              |
| 6     | Vereinigtes Königreich | –            | 1              | –              |
| 6     | Russland               | –            | 1              | –              |
| 8     | Ägypten                | –            | –              | 1              |
| 8     | Polen                  | –            | –              | 1              |
| 8     | Ukraine                | –            | –              | 1              |